# A. B. Guthrie Junior
Alfred Bertram Guthrie, Junior (* 13. Januar 1901 in Bedford, Indiana; † 26. April 1991 in Choteau, Montana) war ein US-amerikanischer Journalist und Schriftsteller, der 1950 für seinen Roman The Way West den Pulitzer-Preis für Romane erhielt.

## Leben
Nach dem Schulbesuch studierte er Journalistik an der University of Montana und schloss dieses Studium 1923 mit einem Bachelor (B.A. Journalism) ab. Später war er von 1926 bis 1947 als Journalist bei der Tageszeitung The Lexington Leader tätig.
1943 erschien mit Murders at Moon Dance sein Debüt-Roman, dem 1947 The Big Sky folgte (1952 verfilmt). 1949 veröffentlichte er The Way West, der 1950 mit dem Pulitzer-Preis für Romane ausgezeichnet wurde. Bei der Oscarverleihung 1954 war er für das Drehbuch zum Film Mein großer Freund Shane für den Oscar in der Kategorie Bestes adaptiertes Drehbuch nominiert.
Nach einem weiteren Roman (These Thousand Hills (1956)) veröffentlichte er mit The Big It (1960) eine Sammlung von Kurzgeschichten sowie 1965 seine Memoiren unter dem Titel The Big Hen's Chick: A Life In Context. Im Jahr 1967 wurde sein Erfolgsroman The Way West von Andrew V. McLaglen mit einem Staraufgebot (dem Kirk Douglas, Robert Mitchum und Richard Widmark angehörten) verfilmt, wobei er selbst am Drehbuch mitarbeitete. Dieser Film trug in der deutschen Version den Titel Der Weg nach Westen.
Später veröffentlichte er mit Wild Pitch (1973), The Genuine Article (1977) und No Second Wind (1980) drei weitere Romane. Kurz vor seinem Tod veröffentlichte er mit A Field Guide to Writing Fiction (1991) einen Ratgeber für Schriftsteller.

## Filmografie
Drehbuch
- 1953: Mein großer Freund Shane (Shane)
- 1955: Der Mann aus Kentucky (The Kentuckian)

Literarische Vorlage
- 1952: The Big Sky – Der weite Himmel (The Big Sky)
- 1959: These Thousand Hills
- 1967: Der Weg nach Westen (alternativer deutscher Buchtitel: In ein schöneres Land) (The Way West)